# Microserica arunensis
Microserica arunensis är en skalbaggsart som beskrevs av Ahrens 1998. Microserica arunensis ingår i släktet Microserica och familjen Melolonthidae. Inga underarter finns listade i Catalogue of Life.